# Еркин (Талгарский район)
Еркин (каз. Еркін, до 1997 г. — Кирово) — село в Талгарском районе Алматинской области Казахстана. Административный центр Кайнарского сельского округа. Находится примерно в 22 км к северо-западу от города Талгар. Код КАТО — 196247100.

## Население
В 1999 году население села составляло 1230 человек (634 мужчины и 596 женщин). По данным переписи 2009 года в селе проживали 3924 человека (1880 мужчин и 2044 женщины).